# Raffaello Lambruschini
Raffaello Lambruschini (Gènova, 14 d'agost de 1788 - Florència, 8 de març de 1873) fou un polític, religiós i pedagog italià.

## Obres
- R. Lambruschini, Conferenze religiose e preghiere inedite, La Nuova Italia, 1926
- Riforma religiosa nel carteggio inedito di Raffaello Lambruschini, Torino, Paravia, 1923-1926
- R. Lambruschini, Scritti politici e di istruzione pubblica, La Nuova Italia, 1937
- R. Lambruschini, Scritti di varia filosofia e religione, La Nuova Italia, 1939
- R. Lambruschini, Scritti pedagogici, Torino, UTET, 1974
- G. Capponi - R. Lambruschini, Carteggio (1828-1873), Fondazione Spadolini - Nuova Antologia - Le Monnier, 1996
- R. Lambruschini - G. P. Vieusseux, Carteggio, 1826-1834, Fondazione Spadolini - Nuova Antologia - Le Monnier, 1997
- R. Lambruschini - G. P. Vieusseux, Carteggio 1835-1837, Fondazione Spadolini - Nuova Antologia - Le Monnier, 1998
- R. Lambruschini - G. P. Vieusseux, Carteggio 1838-1840, Fondazione Spadolini - Nuova Antologia - Le Monnier, 1999
- R. Lambruschini - G. P. Vieusseux, Carteggio 1841-1845, Fondazione Spadolini - Nuova Antologia - Le Monnier, 1999
- R. Lambruschini - G. P. Vieusseux, 1846-1852, Fondazione Spadolini - Nova Antologia - Le Monnier, 2000
- R. Lambruschini - G. P. Vieusseux, Carteggio 1853-1863,, Fondazione Spadolini - Nuova Antologia - Le Monnier, 1999